# Opper-Silezisch voetbalkampioenschap 1906/07
In 1906/07 werd het eerste Opper-Silezisch voetbalkampioenschap gespeeld, dat georganiseerd werd door de Zuidoost-Duitse voetbalbond.
Preußen Kattowitz werd kampioen en plaatste zich voor de Zuidoost-Duitse eindronde. De club verloor in de eerste ronde van ATV Liegnitz.

## Bezirksklasse
| Plaats | Club                    | Wed. | W | G | V | Saldo | Ptn |
| ------ | ----------------------- | ---- | - | - | - | ----- | --- |
| 1.     | FC Preußen 05 Kattowitz | 3    | 3 | 0 | 0 | 14:1  | 6:0 |
| 2.     | SC Germania Kattowitz   | 3    | 2 | 0 | 1 | 9:7   | 4:2 |
| 3.     | FC Ratibor 03           | 3    | 1 | 0 | 2 | 0:13  | 2:4 |
| 4.     | SC Diana Kattowitz      | 3    | 0 | 0 | 3 | 1:3   | 0:6 |

|  | Kampioen, geplaatst voor Zuidoost-Duitse eindronde |